# 群馬県道240号新巻市城線
群馬県道240号新巻市城線（ぐんまけんどう 240ごう あらまきいちしろせん）は、群馬県吾妻郡東吾妻町新巻から中之条町市城までを結ぶ県道である。

## 起点・終点
- 起点:吾妻郡東吾妻町新巻
- 終点:吾妻郡中之条町市城

## 通過市町村
- 群馬県
  - 吾妻郡東吾妻町
  - 吾妻郡中之条町

## 交差する道路
- 群馬県道35号渋川東吾妻線 - 東吾妻町新巻（起点）
- 国道353号 - 中之条町市城（終点）